# Церква Різдва Івана Хрестителя (Малий Рожин)
Церква Різдва Івана Хрестителя (Малий Рожин) — парафія і храм православної громади Косівського деканату Івано-Франківської єпархії Православної церкви України, дерев'яна гуцульська церква в с. Малий Рожин Івано-Франківської області, Україна, пам'ятка архітектури національного значення, датована 1861 роком.

## Історія
Церква датована 1861 роком та освячена 1864 роком, у радянський період  охоронялась як пам'ятка архітектури Української РСР (№ 1168). Місцеві жителі датували церкву 1702 роком знаходячи відповідні підтвердження під час реконструкції. Церква була відремонтована в 1970-х роках. В 2010 році громада почала реконструювати та розширювати храм. Передумовами для цього став аварійний стан пам'ятки (баня похилилася, згнили несучі балки та стіни восьмигранної основи бані, кути зрубів згнили на 60 відсотків, а стіни на 40 відсотків.

## Архітектура
Церква хрещата в плані. Первинно мала невеликі бокові рамена, широке опасання, яке розташоване на вінцях зрубів. До бабинця прибудовано притвор. Над навою на восьмигранній основі прибудована баня. Бокові зруби перекриті двоскатними дахами з маківками. Храм має входи із заходу (бабинець) та півдня (праве рамено). В інтер'єрі зруби поєднані з центральним зрубом нави арками. Під час реконструкції церкви було перебудовано дах, баню, розширено об'єм церкви. В результаті було змінено та розширено дахи, замінена бляха, яка покривала дахи, купол і опасання, прямокутні вікна перероблено в круглі, замінено згнилі стіни, відкриті ганки над входами перетворено на притвори, замінено підлогу, фундамент, укріплено стіни та балки зрубів (фото).

## Дзвіниця
До складу пам'ятки входить дерев'яна прямокутна двоярусна дзвіниця, перший ярус якої зі зрубу, другий  – каркасного типу.  Дзвіниця перекрита шатровим дахом. Дзвіниця датована 1783 роком. Поруч розташована також нова мурована дзвіниця (початок 1990-х років).